# Niccolò della Scala
Niccolò della Scala fou fill de Mastino I della Scala. Va rebre en condomini amb altres cosins el feu del castell d'Illasi el 1279, i el 1291 el monestir de San Nazzaro i San Celso de Verona i dos terços del feu de Corlano. El 1292 fou podestà de Màntua. Fou armat cavaller el 1294 per son oncle Albert I della Scala. Es va casar amb Samaritana, filla de Giovanni Bonacolsi, podestà de Màntua.
Va morir el 5 de novembre de 1296 i va deixar dos fills: Franceschino, que fou senyor de Corliano el 1304, i Pietro; i tres filles.